# Purcelliana cederbergensis
Espèce
Purcelliana cederbergensis est une espèce d'araignées aranéomorphes de la famille des Prodidomidae.

## Distribution
Cette espèce est endémique du Cap-Occidental en Afrique du Sud,. Elle se rencontre vers Wupperthal.

## Description
Le mâle holotype mesure 2,12 mm.

## Systématique et taxinomie
Cette espèce a été décrite par Rodrigues et Rheims en 2020.

## Étymologie
Son nom d'espèce, composé de cederberg et du suffixe latin -ensis, « qui vit dans, qui habite », lui a été donné en référence au lieu de sa découverte, Cederberg.

## Publication originale
- Rodrigues & Rheims, 2020 : « An overview of the African genera of Prodidominae spiders: descriptions and remarks (Araneae: Gnaphosidae). » Zootaxa, no 4799(1), p. 1-80.